# Idel Bronștein
Idel Bronștein (în rusă Идел Бронштейн; n. 22 iunie 1936, Vertiujeni, raionul Florești, RSS Moldovenească, URSS – d. 6 martie 2019, Germantown⁠(d), comitatul Montgomery, Maryland, SUA) a fost un evreu basarabean, matematician și profesor sovietic, moldovean și american, doctor în științe fizice și matematice (1988).
A publicat 116 lucrări științifice, inclusiv cinci monografii (două în calitate de co-autor, două dintre ele au fost traduse peste hotare), în domeniul ecuațiilor diferențiale, sistemelor dinamice, teoria proceselor de control (în special, extensiile liniare, din care a rezultat „teorema Bronștein-Ciornîi”, „teorema lui Bronștein privind disjuncția extensiilor grupurilor minime de transformare topologică”).

## Biografie
S-a născut în colonia evreiască Vertiujeni (acum în raionul Florești, Republica Moldova) din județul Soroca, Basarabia. Tatăl său Ușer Bronștein (1911-1941) a fost în anii 1930-1940, rabinul de Vertiujeni. Mama, Sura (1913-1953), a fost sora rabinului din Chișinău, Iosif Epelboim. După ocupația sovietică din 1940, întreaga familie (părinți și doi copii) a fost deportată în Siberia. S-a întors la Chișinău cu mama și sora mai mică în 1946 (tatăl său a murit în perioada deportării).
A absolvit al Universitatea de Stat din Chișinău în 1958, ulterior, a lucrat ca profesor în satul Palanca, raionul Călărași. În 1960 a intrat la școala postuniversitară a Institutului de matematică al Academiei de Științe a RSS Moldovenești. Și-a susținut teza de doctorat în 1964 sub îndrumarea profesorului Constantin Sibirschi, pe tema „Extensii ale grupurilor de transformare și sisteme dinamice neautonome” în 1988. A lucrat la Institutul de matematică al Academiei de Științe a RSSM ca cercetător-șef al Departamentului de ecuații diferențiale. A predat la Universitatea de Stat înainte de emigrarea în Statele Unite în 1995. Începând cu 2009, a fost profesor la Departamentul de matematică de la Universitatea din Pennsylvania.

## Monografii
- Минимальные группы преобразований („Grupuri minime de transformare”). Institutul de Matematică a Academiei de Științe (AȘ) a RSSM: Chișinău, 1969.
- Расширения минимальных групп преобразований („Extensii ale grupurilor minime de transformare”). Institutul de Matematică a AȘ a RSSM. Știința: Chișinău, 1975. — 311 p.
- Инвариантные многообразия слабо нелинейных расширений динамических систем („Multiple invariante ale extensiilor slab neliniare ale sistemelor dinamice”). AȘ a RSSM: Chișinău, 1983.
- Неавтономные динамические системы („Sisteme dinamice neautonome”). Institutul de Matematică a AȘ a RSSM. Știința: Chișinău, 1984. — 288 p.
- Гладкие динамические системы („Sisteme dinamice netede”). Dinamică topologică (împreună cu Dmitri Anosov). Динамические системы Том 1. ВИНИТИ: Moscova, 1985.
- Extensions of Minimal Transformation Groups. Germantown, Maryland — Haga: Sijthoff & Noordhoff, 1979, New York: Springer-Verlag, 1979, Providence: American Mathematical Society, 1988.
- Ordinary Differential Equations and Smooth Dynamical Systems (împreună cu Dmitri Anosov, Samuel Aronson și Veaceslav Grines). Encyclopedia of Mathematical Sciences. New York: Springer, 1988, 1994, и 1997.
- Конечно гладкие полиномиальные нормальные формы („Forme normale polinomiale fin netede”; împreună cu Aleksandr Kopanski). Institutul de Matematică a AȘ a RSSM. Știința: Chișinău, 1992.
- Smooth Invariant Manifolds and Normal Forms (împreună cu Aleksandr Kopanski). World Scientific series on nonlinear science. Vol. 7. Singapore—Londra—River Edge (New Jersey): World Science Publishing, 1994.